# Frederik 2. Eugen af Württemberg
Friedrich 2. Eugen af Württemberg (født 21. januar 1732 i Stuttgart, død 23. december 1797 i Hohenheim), hans forældre var hertug Karl Alexander og Maria Augusta Anna af Thurn und Taxis. Han regerede som hertug af Württemberg efter brorens død til hans egen død to år senere.

## Ægteskab og børn
Friedrich 2. Eugen blev gift med Friederike Sophia Dorothea af Brandenburg-Schwedt, en niece til Frederik den Store, med hvem han fik 12 børn :
1. Frederik 1. af Württemberg (6. november 1754 – 30. oktober 1816), blev senere konge af Württemberg.
2. Ludvig Frederik Alexander (30. august 1756 – 20. september 1817);
3. Eugen Frederik Henrik (1758 – 20. juni 1822);
4. Sophie Marie Dorothea (25. oktober 1759 – 5. november 1828), gift med Paul 1. af Rusland;
5. Frederik Vilhelm Philip (27. december 1761 – 10. august 1830); dansk officer 1979-1806 (oberst, generalmajor, generalløjtnant), derefter feltmarskal og krigsminister i sit hjemland, oldefar til Mindaugas 2. af Litauen.
6. Ferdinand August Frederik (22. oktober 1763 – 20. januar 1834), gift med Fyrst Metternichs søster;
7. Frederikke Elisabeth Amalie (27. juli 1765 – 24. november 1785), gift med Peter 1. af Oldenburg;
8. Elisabeth Wilhelmine Luise (21. april 1767 – 18. februar 1790), gift med Frans 2. (Tysk-romerske rige);
9. Frederikke Wilhelmine Katharina (født og død 1768);
10. Karl Frederik Henrik (3. maj 1770 – 22. august 1791);
11. Alexander Frederik Karl (24. april 1771 – 4. juli 1833);
12. Karl Henrik (3. juli 1772 – 28. juli 1833)